# Felhő a Gangesz felett
A Felhő a Gangesz felett egy 2002-es magyar film.

## Szereplők
- Ternyák Zoltán: András
- Tóth Ildikó: Juli
- Sáfár Anikó: András anyja
- Székely B. Miklós: Juli apja
- Borbiczki Ferenc: Juli férje
- Rajhona Ádám: orvos
- Kovács Lajos: szomszéd
- Monori Lili: szomszéd
- Pápai Erzsi: szomszéd

## Alkotók
- Rendező: |Dettre Gábor
- Forgatókönyvító: Dettre Gábor
- Operatőr: Papp Ferenc
- Producer: Simó Sándor, Hábermann Jenő, Kormos Andrea
- Jelmez: Zámbó Gyula
- Vágó: Koncz Gabriella

## Díjak
A „Felhő a Gangesz felett” Magyarországon két Televízió és Filmkritikusok Díjat nyert, valamint az ország vezető filmes magazinjának Legjobb Férfi és Legjobb Női Színész díját, illetve több közönségdíjat hasonló kategóriákban.[forrás?]
Külföldön a Cinecittá Díj és Róma Városának Díja mellett a film legrangosabb kitüntetése az Európai Akadémia jelölése volt, a Legjobb Európai Film és a Legjobb Európai Rendező kategóriákban.[forrás?]